# Akkineni Nageswara Rao
Akkineni Nageswara Rao, noto anche come ANR (20 settembre 1923 – Hyderabad, 22 gennaio 2014), è stato un attore e produttore cinematografico indiano.
È stato attivo soprattutto nel cinema in lingua telugu e ha debuttato nel 1941. Ha preso parte a 245 film dal 1941 al 2014, anno della sua ultima apparizione, avvenuta in Manam (2014).
Tra gli altri, ha interpretato diversi film biografici; ha interpretato infatti Kālidāsa in Mahakavi Kalidasu (1960), Jayadeva in Bhakta Jayadeva (1961), Tukaram in Bhakta Tukaram (1973), Kabīr in Sri Ramadasu (2006) e Vālmīki in Sri Rama Rajyam (2011). Ha interpretato anche figure mitologiche e recitato in film drammatici e romantici.

## Premi
Civili
- Padma Vibhushan (2011)
- Padma Bhushan (1988)
- Padma Shri (1968)

National Film Awards
- Dadasaheb Phalke Award (1991)

Nandi Awards
- "miglior attore" (1964, 1965, 1967, 1982, 1994)
- Raghupathi Venkaiah Award (1989)
- NTR National Award (1996)

Filmfare Awards South
- "miglior film - Telugu" (1968)
- "miglior attore - Telugu" (1973; 1987; 1991)
- Filmfare Lifetime Achievement Award – South (1988)